# Фигередо, Эухенио
Эухе́нио Фигере́до (исп. Eugenio Hermes Figueredo Aguerre; 10 марта 1932, Санта-Лусия, департамент Канелонес) — уругвайский футбольный функционер, президент КОНМЕБОЛ в 2013—2014 годах, президент Ассоциации футбола Уругвая (1997—2006), вице-президент ФИФА в 2014—2015 годах.

## Биография
Эухение Фигередо родился в Санта-Лусии 10 марта 1932 года. На профессиональном уровне в качестве футболиста выступал на позиции правого латераля (защитника и полузащитника) за столичный клуб «Уракан Бусео» в 1950—1960-е годы. По окончании карьеры футболиста стал футбольным функционером. В 1971—1972 и 1976—1977 гг. был президентом клуба, за который провёл всю свою карьеру футболиста — «Уракана Бусео».
Долгие годы работал в структуре Ассоциации футбола Уругвая (АУФ). 23 ноября 1993 года стал вице-президентом Конфедерации южноамериканского футбола (КОНМЕБОЛ), на этой должности работал на протяжении 20 лет. В этом качестве представлял КОНМЕБОЛ в различных структурных подразделениях ФИФА.
С 1997 по 2006 год был президентом Ассоциации футбола Уругвая.
В конце апреля 2013 года стало известно о намерении Николаса Леоса, возглавлявшего в качестве президента КОНМЕБОЛ в 1986 года, оставить свой пост досрочно, в связи с состоянием здоровья и преклонным возрастом. Однако неофициально преждевременный уход с поста журналисты связывают с расследованием коррупции в органах КОНМЕБОЛ. Преемником доктора Леоса стал Эухенио Фигередо. Фигередо будет представлять континентальную конфедерацию в ФИФА вплоть до 2015 года, когда должны были истечь полномочия Леоса и когда пройдут очередные выборы президента КОНМЕБОЛ.
За время непродолжительного президентства Фигередо в КОНМЕБОЛ южноамериканские сборные приняли участие в одном чемпионате мира 2014 года, прошедшем в Бразилии. Хозяева первенства заняли на домашнем Мундиале четвёртое место, а сборная Аргентины уступила в финале сборной Германии — первый случай победы европейцев в Америке.
Был среди девяти задержанных по подозрению в коррупции чиновников ФИФА. Операция по задержанию прошла утром в среду, 27 мая, в одном из пятизвёздочных отелей Цюриха. Расследование инициировано властями США, все арестованные могут быть экстрадированы в эту страну для проведения следственных мероприятий.
Позже Фигередо был экстрадирован на родину в Уругвай, где был осуждён за махинации. В апреле 2016 года, в связи с тяжёлым состоянием здоровья, тюремное заключение было заменено на домашний арест.